# Ántero Flores Aráoz
Ántero Flores Aráoz (ur. 28 lutego 1942) – peruwiański polityk. W latach 2007–2009 minister obrony, w 2020 premier kraju.
W 2004 został przewodniczącym Kongresu Peru. Od 2007 do 2009 pełnił funkcję ministra obrony, ustępując po masakrze Indian w Baguazo, gdzie zginęły 33 osoby. Po usunięciu z urzędu prezydenta Vizcarry Flores został mianowany 11 listopada 2020 przez nowego prezydenta Merino premierem. Po ustąpieniu Merino z funkcji prezydenta Flores został 18 listopada zastąpiony przez Violetę Bermúdez.